# Mokxan
Mokxan - Мокшан (rus) és un possiólok de l'óblast de Penza, a Rússia. El 2018 tenia 11.386 habitants. Fou fundat el 1566 com a fort per protegir la comarca de les incursions dels tàtars i els calmucs.